# Heinrich Keimig
Heinrich Keimig (født 12. juni 1913 i Worms, Rheinland-Pfalz, død 15. januar 1966 i Offenbach am Main, Hessen) var en tysk håndboldspiller, som deltog i OL 1936 i Berlin.
Keimig spillede for klubben Polizei-SV Darmstadt, som han vandt det tyske mesterskab i markhåndbold med i 1934. Han blev udtaget til det tyske håndboldlandshold, som deltog i OL 1936. Det var første gang, håndbold var på programmet ved et OL, og turneringen blev spillet på græs på 11-mandshold. Oprindeligt var ti hold tilmeldt, men Danmark, Holland, Sverige og Polen meldte fra, så blot seks hold deltog. Disse blev delt op i to puljer, hvor Tyskland vandt sin pulje suverænt med en samlet målscore på 51-1 efter blandt andet en 29-1 sejr over USA. De to bedste fra hver pulje gik videre til en finalerunde, hvor alle spillede mod alle. Igen vandt Tyskland alle sine kampe, men dog i lidt tættere kampe. Således vandt de mod Østrig med 10-6. Som vinder af alle kampe vandt tyskerne sikkert guld, mens Østrig fik sølv og Schweiz bronze. Keimig var andenmålmand og spillede blot en af kampene.
Keimig deltog i anden verdenskrig og blev hårdt såret i Nordafrika i 1941, og han blev først løsladt fra krigsfangenskab i 1949.